# Невіль Маскелін
Традиційно Невіль Маскелін, за англійською вимовою Невіл Маскілайн (англ. Nevil Maskelyne; 6 жовтня 1732 — 9 лютого 1811) — відомий англійський астроном, п'ятий директор Гринвіцької обсерваторії.
Став займатися астрономією під враженням сонячного затемнення 1748 р. Оцінений Брадлєєм, який спорядив його в 1761 р. на острів св. Єлени спостерігати проходження Венери перед диском Сонця, а потім в експедицію на Барбадос випробовувати нові хронометри Гаррісона. З 1765 до самої смерті, протягом 46 років, був директором Гринвіцької обсерваторії, де провів безліч спостережень. Перший визначив середню густину Землі за спостереженнями тяжіння гори Шихалліон в 1774 році. Маскелін не був теоретиком, зате вдосконалив спостереження, винайшов пересувний окуляр, щоб спостерігати проходження через кожну нитку, перший став помічати десяті долі секунди тощо. Головна слава Маскеліна — початок видання відомого англійського астрономічного календаря «Nautical Almanac» з 1767 р. Маскелін видав також місячні таблиці, обчислені Тобіасом Маєром.
Нагороджений медаллю Коплі в 1775.
На його честь названі місячний кратер та острови в Тихому океані.